# Hermann Gebauer (Unternehmer)
Hermann Gebauer (geboren 14. Oktober 1877 in Naumburg; gestorben 1. Januar 1953 in Nürnberg) war ein deutscher Unternehmer. Er gilt als Begründer der Textilfirma MEWA.

## Leben
Hermann Gebauer gründete gemeinsam mit mindestens einer anderen Person im Jahr 1908 die Mechanische Weberei Altstadt GmbH in Altstadt bei Ostritz in Sachsen. Aus dieser Firma ging später die MEWA-Unternehmensgruppe hervor.
In der Zeit des Nationalsozialismus war Gebauer durchgängig von 1933 bis 1945 Zwangsmitglied der Deutschen Arbeitsfront (DAF).
Gegen Ende des Zweiten Weltkrieges wurde Gebauer 1945 von der Sowjetischen Militäradministration in Deutschland verhaftet und blieb bis 1946 in Haft. In den Jahren von 1947 bis 1949 wurden gegen ihn Ermittlungen und Strafverfahren eingeleitet wegen Verbrechen gegen die Menschlichkeit. In diesem Zeitraum durchlief er 1948 in der Sowjetischen Besatzungszone (SBZ) ein Entnazifizierungs-Verfahren.
Nach seiner Flucht nach Westdeutschland übernahm Gebauer von Nürnberg aus die Leitung des MEWA-Unternehmens.
Hermann Gebauer starb Anfang 1953 in Nürnberg im Alter von 75 Jahren.

## Ehrungen
- Am 19. Januar 1995 beschloss der Wiener Gemeinderatsausschuss für Kultur die Benennung der Hermann-Gebauer-Straße in Wien nach dem „Gründer der Firma MEWA, Weberei-Wäscherei.“[4]
- 1996 wurde in Hannover, Stadtteil List, ein Teil der Straße Mengendamm umbenannt in Hermann-Gebauer-Weg, da an diesem Straßenabschnitt die Firma BOCO-Wäschedienst lag, die zur MEWA-Unternehmensgruppe gehörte[1] und ihren Sitz am Hermann-Gebauer-Weg 3 nahm.[5]